# Rytele-Olechny
Rytele-Olechny [rɨˈtɛlɛ ɔˈlɛxnɨ] est un village polonais de la gmina de Ceranów dans le powiat de Sokołów et dans la voïvodie de Mazovie, au centre-est de la Pologne.